# Apiocera albanyana
Apiocera albanyana är en tvåvingeart som beskrevs av Paramonov 1953. Apiocera albanyana ingår i släktet Apiocera och familjen Apioceridae. Inga underarter finns listade i Catalogue of Life.